# Tillandsia schultzei
Tillandsia schultzei är en gräsväxtart som beskrevs av Hermann August Theodor Harms. Tillandsia schultzei ingår i släktet Tillandsia och familjen Bromeliaceae. Inga underarter finns listade i Catalogue of Life.